# Єгошкін Вадим Павлович
Вадим Павлович Єгошкін (рос. Егошкин, Вадим Павлович нар. 4 травня 1970, Камчатська область, РРФСР) — радянський та казахстанський футболіст, воротар.

## Клубна кар'єра
Кар'єру розпочинав у СКІФі. Далі грав у «Кайрат»і й «Жетису». Після розпаду СРСР розпочав виступати за «Меліоратор», в 1993 році повернувся в «Жетису», той же сезон догравав у «Достику». Далі перебрався в Україну і грав за «Борисфен». Дебютував у футболці бориспільського клубу 20 вересня 1993 року в переможному (4:0) домашньому поєдинку 8-го туру другої ліги чемпіонату України проти «Дністра» (Заліщики). Вадим вийшов у стартовому складі та відстояв увесь матч «на нуль». У футболці бориспільського клубу в другій лізі зіграв 29 матчів, в яких пропустив 16 м'ячів, ще 1 поєдинок (3 пропущені м'ячі) провів у кубку України. Наступний сезон розпочав у першій лізі чемпіонату України. У 1994 році перейшов до новоствореного «ЦСКА-Борисфену». У 1995 році повернуся до Казахстану, де виступав за «Єлимай» (Семипалатинськ). У 1996 році відіграв сезон за новоросійський «Чорноморець». Дебютував за новоросійський клуб 23 березня 1996 року в програному (0:1) виїзному поєдинку 4-го туру Вища ліга проти московського «Спартака». Єгошкін вийшов у стартовому складі та відіграв увесь матч. В російському клубі відіграв 11 матчів, в яких пропустив 20 м'ячів. З 1997 по 1998 рік грав за «ЦСКА-Кайрат». Кар'єру завершував у клубі «Есил-Богатир».

## Кар'єра в збірній
1 червня 1992 року дебютував за збірну Казахстану в матчі проти збірної Туркменістану. З 1992 по 1996 рік зіграв за збірну Казахстану три матчі, в яких пропустив три м'ячі. В 1994 році викликався на перший офіційний матч збірної України проти Литви, але на поле не виходив.

## Тренерська діяльність
З 2004 по 2005 рік працював тренером воротарів в «Алматі», в 2006 році працював тренером. У 2007 році тренував «Кайрат», у 2008 році працював тренером в «Атирау».

## Досягнення
«Достик»
- Кубок Казахстану
  -  Володар (1): 1993

«Єлимай» (Семипалатинськ)
- Прем'єр-ліга (Казахстан)
  -  Чемпіон (1): 1995

- Кубок Казахстану
  -  Володар (1): 1995

«Кайрат»
- Прем'єр-ліга (Казахстан)
  -  Бронзовий призер (1): 1997

- Кубок Казахстану
  -  Володар (1): 1997